# Цвикловцы Первые
Цвикловцы Первые (укр. Цвіклівці Перші) — село в Каменец-Подольском районе Хмельницкой области Украины.
Население по переписи 2001 года составляло 490 человек. Почтовый индекс — 32378. Телефонный код — 3849. Занимает площадь 1,626 км².
Село расположено в границах национального парка Подольские Товтры.

## История
В 1959 году в селе нашли клад, относящийся к трипольской культуре. 4 марта 1987 года исполком Хмельницкого областного совета народных депутатов принял решение часть села Цвикловцы, расположенную на левом берегу реки Смотрич, именовать как село Цвикловцы Вторые и подчинил его Устьинскому сельскому совету, а часть села на противоположном берегу назвал Цвикловцы Первые и оставил в подчинении Рудского сельского совета. 

## Местный совет
32366, Хмельницкая обл., Каменец-Подольский р-н, с. Руда